# Wincenty Lenczewski
Wincenty Lenczewski – podchorąży, uczestnik Nocy Listopadowej. Aresztowany został 29 listopada 1830 roku i zesłany do guberni tobolskiej. W 1841 uzyskał zgodę na powrót do kraju.